# Лошмитова константа
Лошмитова константа или Лошмитов број (симбол: n0) је број честица (атома или молекула) идеалног гаса по запремини  и обично се наводи на стандардној температури и притиску. Препоручена вредност CODATA за 2018. је {\displaystyle 2.686780111...\times 10^{25}} по кубном метру на 0  °C и 1 atm.
Име је добио по аустријском физичару Јохану Јозефу Лошмиту, који је први проценио физичку величину молекула 1865. године. Термин „Лошмитова константа“ се такође понекад користи за означавање Авогадрове константе, посебно у немачким текстовима.
По закону о идеалном гасу, {\displaystyle p_{0}V=Nk_{B}T_{0}}, и од {\displaystyle N=n_{0}V}, Лошмитова константа је дата односом
{\displaystyle n_{0}={\frac {p_{0}}{k_{\text{B}}T_{0}}},}
где је кB Болцманова константа, p0 је стандардни притисак, а Т0 је стандардна термодинамичка температура.